# Зараће
Зараће (до 1991. године Зараче) је насељено место у саставу града Хвара, на острву Хвару, Сплитско-далматинска жупанија, Република Хрватска.

## Историја
До територијалне реорганизације у Хрватској налазило се у саставу старе општине Хвар.

## Становништво
На попису становништва 2011. године, Зараће је имало 14 становника.
| Број становника по пописима | Број становника по пописима | Број становника по пописима | Број становника по пописима | Број становника по пописима | Број становника по пописима | Број становника по пописима | Број становника по пописима | Број становника по пописима | Број становника по пописима | Број становника по пописима | Број становника по пописима | Број становника по пописима | Број становника по пописима | Број становника по пописима | Број становника по пописима |
| --------------------------- | --------------------------- | --------------------------- | --------------------------- | --------------------------- | --------------------------- | --------------------------- | --------------------------- | --------------------------- | --------------------------- | --------------------------- | --------------------------- | --------------------------- | --------------------------- | --------------------------- | --------------------------- |
| 1857                        | 1869                        | 1880                        | 1890                        | 1900                        | 1910                        | 1921                        | 1931                        | 1948                        | 1953                        | 1961                        | 1971                        | 1981                        | 1991                        | 2001                        | 2011                        |
| 89                          | 0                           | 78                          | 84                          | 99                          | 84                          | 100                         | 80                          | 77                          | 58                          | 45                          | 1                           | 0                           | 0                           | 1                           | 14                          |

Напомена: У 1921. и 1931. исказивано под именом Зораће, а до 1991. под именом Зараче. У 1869. подаци су садржани у насељу Хвар. До 1921. исказивано је као део насеља. Од 1981. до 1991. без становника.

### Попис1991.
На попису становништва 1991. године, насељено место Зараче није имало становника.